# Mordellistena visai
Mordellistena visai es una especie de coleóptero de la familia Mordellidae.

## Distribución geográfica
Habita en Rusia.